# Чемпіонат Європи з велоспорту на треку 2012
Чемпіонат Європи з велоспорту на треку 2012 — третій Чемпіонат Європи з велоспорту на треку серед еліти. Проходив з 19 по 21 жовтня на Cido Arena в Паневежисі, Литва.
У рамках чемпіонату відбулися змагання серед всі десяти олімпійських дисциплін (спринт, командний спринт, кейрін, командна гонка переслідування та омніум як для чоловіків, так і для жінок), а також змагання з гонки за очками серед обох статей та медісона черед чоловіків. 

## Медалісти

### Чоловіки
| Дисципліна                    | Золото                                                          | Срібло                                                               | Бронза                                                                          |
| Спринт                        | Денис Дмітрієв                                                  | Макс Нідерлаг                                                        | Хрістос Волікакіс                                                               |
| Командний спринт              | Німеччина Тобіас Вехтер Йоахім Айлерс Макс Нідерлаг             | Польща Каміль Кучинський Мацей Білецький Кшиштоф Максель             | Велика Британія Меттью Кремптон Каллум Скіннер Льюїс Оліва                      |
| Командна гонка переслідування | Росія Артур Єршов Олексій Марков Олександр Сєров Валерій Кайков | Німеччина Лукас Лісс Геннінг Боммель Тео Райнхардт Максиміліан Байєр | Італія Елія Вівіані Паоло Сіміон Ліам Бертаццо Ігнаціо Мозер Мікеле Скартецціні |
| Кейрін                        | Тобіас Вехтер                                                   | Йоахім Айлерс                                                        | Денис Дмітрієв                                                                  |
| Омніум                        | Лукас Лісс                                                      | Артур Єршов                                                          | Гедімінас Багдонас                                                              |
| Медісон                       | Чехія Мартін Блаха Їржі Гохманн                                 | Росія Артур Єршов Валерій Кайков                                     | Італія Анджело Чікконе Елія Вівіані                                             |
| Гонка за очками               | Елія Вівіані                                                    | Кирил Свєшніков                                                      | Сергій Лагкуті                                                                  |

- Спортсмени, виділені курсивом, брали участь у чемпіонаті, але не змагались у фіналі.

### Жінки
| Дисципліна                    | Золото                                                   | Срібло                                                     | Бронза                                             |
| Спринт                        | Ольга Панаріна                                           | Анастасія Войнова                                          | Сімона Крупекайте                                  |
| Командний спринт              | Литва Сімона Крупекайте Гінтаре Гайвеніте                | Росія Анастасія Войнова Дар'я Шмельова                     | Франція Санді Клер Олівія Монтобан                 |
| Командна гонка переслідування | Литва Аушріне Требайте Вілія Серекайте Вайда Пікаускайте | Польща Катаржина Павловська Євгенія Буяк Малгожата Войтира | Білорусь Тетяна Шаракова Олена Дилько Оксана Папко |
| Кейрін                        | Сімона Крупекайте                                        | Катерина Гніденко                                          | Олена Брежніва                                     |
| Омніум                        | Аушріне Требайте                                         | Катаржина Павловська                                       | Тамара Дронова                                     |
| Гонка за очками               | Стефані Гаумніц                                          | Євгенія Романюта                                           | Ельке Гебгардт                                     |

## Загальний медальний залік
*   Країна-господарка ( Литва)
| Місце               | Країна              | Золото | Срібло | Бронза | Загалом |
| ------------------- | ------------------- | ------ | ------ | ------ | ------- |
| 1                   | Німеччина           | 4      | 3      | 1      | 8       |
| 2                   | Литва*              | 4      | 0      | 2      | 6       |
| 3                   | Росія               | 2      | 7      | 3      | 12      |
| 4                   | Італія              | 1      | 0      | 2      | 3       |
| 5                   | Білорусь            | 1      | 0      | 1      | 2       |
| 6                   | Чехія               | 1      | 0      | 0      | 1       |
| 7                   | Польща              | 0      | 3      | 0      | 3       |
| 8                   | Велика Британія     | 0      | 0      | 1      | 1       |
| 8                   | Греція              | 0      | 0      | 1      | 1       |
| 8                   | Україна             | 0      | 0      | 1      | 1       |
| 8                   | Франція             | 0      | 0      | 1      | 1       |
| Загалом (11 збірна) | Загалом (11 збірна) | 13     | 13     | 13     | 39      |

## Україна на чемпіонаті
Україну на чемпіонаті представляли серед чоловіків:
1. Андрій Винокуров
2. Віталій Попков
3. Максим Поліщук
4. Михайло Радіонов
5. Сергій Лагкуті
6. Артем Фролов
7. Олександр Лобов
8. Олександр Мартиненко
9. Андрій Куценко
10. Максим Васильєв
11. Андрій Сач

Жіноча команда на змаганнях не була представлена. 
За результатами змагань українська команда розділила з Великою Британією, Грецією та Францією 8 місце у медальному заліку завдяки бронзі в гонці за очками Сергія Лагкуті.